# Stretto
Stretto er et italiensk musikudtryk, der oversættes med hastig eller stram.

## Brug
Rossini bruger det flittigt i de afsluttende takter af sine operaouverturer.